# Кастанас
Кастанас (грч. Καστανάς) је насељено место у општини Илиџијево у периферији Средишња Македонија, Грчка. Према попису из 2021. године било је 483 становника.
Према бугарском географу и историчару, Василу Канчову, у Кастанасу је 1900. године живело 150 Турака и 60 Рома. Током Балканских ратова село је доста настрадало и његово становништво је протерано. Неколико година касније у селу је било 65 породица грчких досељеника и и пет турских породица. На попису из 1920. године село је имало 92 становника, јер се већи део грчких колониста иселио. Године 1924. године турско становништво је принудно исељено у Турску а на њихово место је насељен већи број грчких породица, тако је Кастанас на попису из 1928. године имало 313 становника. Село се раније звало Кара Оглу.